# Boophis ulftunni
Boophis ulftunni är en groddjursart som beskrevs av Wollenberg, Andreone, Glaw och Miguel Vences 2008. Boophis ulftunni ingår i släktet Boophis och familjen Mantellidae. Inga underarter finns listade.